# Красное знамя (газета, Елец)
«Кра́сное зна́мя» — общественно-политическая газета города Ельца Липецкой области.
Основана 2 января 1918 года и поначалу именовалась «Известия елецкого совета рабочих, солдатских и крестьянских депутатов», затем меняла названия: «Известия Елецких Советов», «Революционный бюллетень», «Советская газета», «Вестник бедноты», «Соха и молот», «Набат».
В 1926 году она получила название «Красное знамя» в честь символа революции — красного знамени.
По инициативе газеты, в честь работника газеты Николая Родионова и его четырёх братьев, всех погибших на фронте в Великую Отечественную войну, в Ельце названа улица Братьев Родионовых. 
Отражает жизнь Ельца и его окрестностей. Среди основных рубрик — «Экономика и жизнь», «Реформа ЖКХ», «Елец в лицах», «Официальный отдел», «Диалог». Регулярно проводит различные конкурсы среди читателей. Из постоянных конкурсов — "Книга рекордов "Красного знамени", "Улыбнемся вместе" и многие другие.
Выходит три раза в неделю: по вторникам, четвергам (с телепрограммой) и субботам. Также выходят дополнительные спецвыпуски с официальными материалами, принятыми горсоветом и администрацией города.
Первая среди городских и районных газет с 2015 года создала собственную службу доставки и подписки.